# Martín Casariego
Martín Casariego Córdoba (Madrid, 1962) es un escritor español. Autor de más de una docena de novelas, también ha publicado guiones, cuentos infantiles, ensayo, relatos y artículos de prensa.

## Biografía
Miembro de una familia asturiana de conocidos arquitectos y pintores, estudió en el liberal Colegio Estudio en Madrid. Es hermano de los escritores Pedro Casariego (1955-1993), Antón Casariego y Nicolás Casariego (1970-) e hijo del pintor y arquitecto asturiano Pedro Casariego Hernández-Vaquero (1927-2002), figura clave de la arquitectura española en la segunda mitad del siglo XX. Es licenciado en Historia del Arte por la Universidad Complutense de Madrid y ha sido profesor de guion de cine en la escuela de creación literaria de Hotel Kafka, Madrid. Disfrutó de una beca en la Academia Española en Roma durante el primer semestre de 2002.
Se presentó como candidato en el número 6 de las lista del partido político Ciudadanos-Partido de la Ciudadanía para las elecciones municipales de 2019 en Madrid. Tras las elecciones municipales, gracias al pacto entre los partidos PP, Ciudadanos y Vox, José Luis Martínez-Almeida del PP fue investido alcalde y procedió a nombrar a Casariego concejal-presidente de los distritos Vicálvaro y San Blas-Canillejas. Tras las nuevas elecciones municipales de 2023, a las que  no se presentó, cesó en el cargo en junio de ese año.
Ha escrito artículos en medios como Público, El Mundo, El País, ABC Cultural y Diario 16, entre otros, como la revista literaria Letras Libres.
Su faceta de guionista ha ido paralela a la de novelista, así si en 1989 publicaba su novela Qué te voy a contar (Premio Tigre Juan), en 1991 junto con David Trueba y Emilio Martínez-Lázaro escribía Amo tu cama rica. En esta faceta ha colaborado con directores como Eduardo Mencos, Antonio A. Farré, Miguel Santesmases, Saura Medrano y Antonio del Real.
La novela Y decirte alguna estupidez, por ejemplo, te quiero (Anaya, Espacio Abierto, 1995; Círculo de Lectores, 1998) vendió más de 210,000 ejemplares y fue traducida a varios idiomas, además de ser llevada al cine. Posteriormente publicó Un amigo así (Planeta, 2013), en cuyo argumento se entrelazan el alpinismo, los periódicos, el fin de una época y la amistad. Su última novela publicada es Demasiado no es suficiente (Siruela, 2022), de género negro y tercera de la serie Max Lomas. La serie comenzó con Yo fumo para olvidar que tú bebes (Siruela, 2020), siguió con Mi precio es ninguno (Siruela, 2021), y tendrá continuidad con Ámate como a ti misma. Anteriormente había publicado en la misma editorial Como los pájaros aman el aire (Siruela, 2016) y El juego sigue sin mí (Siruela, 2015), esta última ganadora del premio de Novela Café Gijón 2014.
En cuanto al ensayo, ha publicado El amor en la literatura (Anaya, 1999), Con las suelas al viento (La Línea del Horizonte, 2017) y Cinco enigmas de la Historia (Ladera Norte, 2024).

## Galardones
- Premio Tigre Juan del Ayuntamiento de Oviedo a la mejor primera novela publicada en español en 1990 por Qué te voy a contar
- Premio de Novela Ateneo de Sevilla, 1997, por La hija del coronel
- Premio Cervantes Chico 1998, de literatura infantil y juvenil
- IV Premio Anaya de Literatura Infantil y Juvenil, 2007, por la obra Por el camino de Ulectra
- II Premio Ciudad de Logroño de Novela, 2008, por la obra La jauría y la niebla
- V Premio de Relatos "21 de marzo", 2014, por el relato Abandonados
- Premio Café Gijón, 2014, por la obra El juego sigue sin mí

## Obra

### Novelas
- Demasiado no es suficiente (Siruela, 2022).
- Mi precio es ninguno (Siruela, 2021).
- Yo fumo para olvidar que tú bebes (Siruela, 2020).
- Como los pájaros aman el aire (Siruela, 2016).
- El juego sigue sin mí (Siruela, 2015- Premio de Novela Café Gijón, 2014).
- Un amigo así (Planeta, 2013).
- La jauría y la niebla (Algaida, 2009- II Premio Ciudad de Logroño de Novela).
- Por el camino de Ulectra (Anaya, 2007- IV Premio Anaya de Literatura Infantil y Juvenil).
- Nieve al sol (Espasa, 2004).
- Dos en una (Anaya, 2002).
- Campos enteros llenos de flores (Muchnik Editores, 2001).
- La primavera corta, el largo invierno (Espasa Calpe, 1999; Círculo de Lectores, 2000).
- La hija del coronel (Algaida Editores, 1997; Círculo de Lectores 1999; Alianza Editorial, 2000), Premio de Novela Ateneo de Sevilla, 1997.
- Qué poca prisa se da el amor (Anaya, Espacio Abierto, 1997).
- El chico que imitaba a Roberto Carlos (Anaya, Espacio Abierto, 1996).
- Mi precio es ninguno (Plaza & Janés, 1996, Espasa Calpe, 1999. Traducida al alemán, al danés y al ruso).
- Y decirte alguna estupidez, por ejemplo, te quiero (Anaya, Espacio Abierto, 1995; Círculo de Lectores, 1998; traducida al alemán y al portugués).
- Algunas chicas son como todas (Plot, 1992; Espasa Calpe, 2000).
- Qué te voy a contar (Anagrama, 1989), Premio Tigre Juan del Ayuntamiento de Oviedo a la mejor primera novela publicada en español en ese año.

### Ensayos
- El amor y la literatura (Anaya, 1999).
- Con las suelas al viento (La Línea del Horizonte, 2017).
- Cinco enigmas de la Historia (Ladera Norte, 2024).

### Guiones cinematográficos

#### Guiones originales
Siempre como coguionista:
- Amo tu cama rica (Emilio Martínez-Lázaro, 1991).
- Dos por dos (Eduardo Mencos, 1994).
- Razones sentimentales (Antonio A. Farré, 1996).
- La fuente amarilla (Miguel Santesmases, 1998).
- Días azules (Miguel Santesmases, 2006).
- Anastezsi (Miguel Alcantud, 2007).[4]

#### Guiones adaptados
Martín ha hecho dos adaptaciones, ambas de novelas que escribió a final de los 90.
- Tu qué harías por amor (Saura Medrano, 1999). Adaptación de la novela El chico que imitaba a Roberto Carlos.
- Y decirte alguna estupidez, por ejemplo, te quiero (Antonio del Real, 2000). Adaptación de la novela homónima.

#### Guiones de televisión
- La mujer impuntual (Jaime Botella, 1991).